# Glaucolepis saccharella
Glaucolepis saccharella är en fjärilsart som beskrevs av Braun 1912. Glaucolepis saccharella ingår i släktet Glaucolepis och familjen dvärgmalar. Inga underarter finns listade i Catalogue of Life.

## Bildgalleri

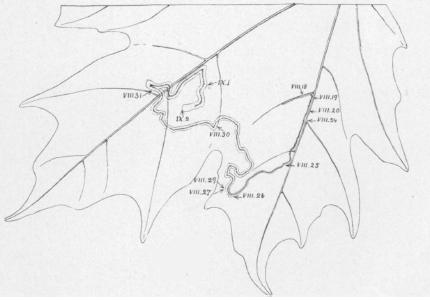